# Ołeksandr Dowżenko

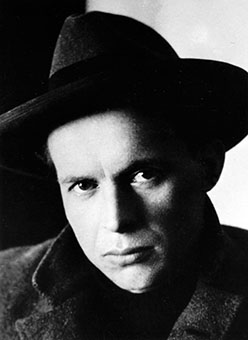
Ołeksandr Dowżenko 1922

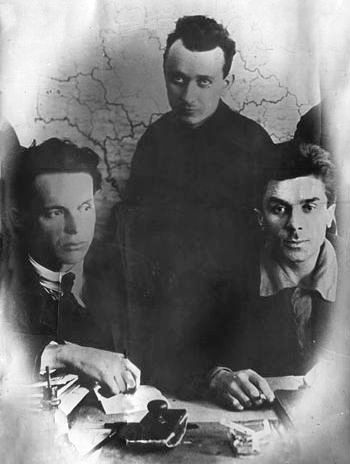
Ołeksandr Dowżenko, Kost Hordijenko, Mykoła Chwylowy, Charków 1925

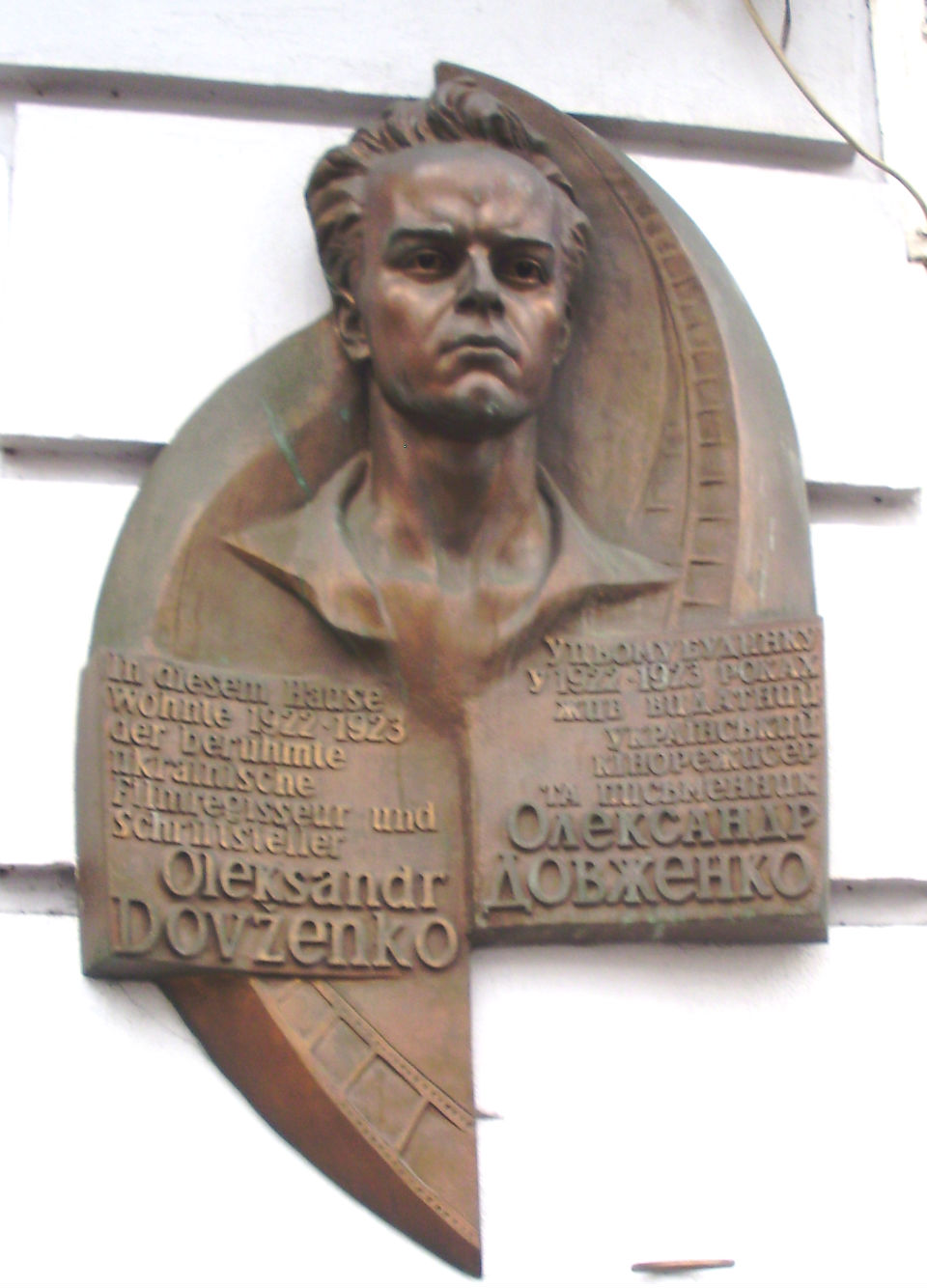
Tablica pamiątkowa Ołeksandra Dowżenki w Berlinie

Ołeksandr Petrowycz Dowżenko (ukr. Олександр Петрович Довженко; ur. 29 sierpnia?/10 września 1894 w chutorze Wiuniszcze (ob. w granicach Sośnicy), gubernia czernihowska, zm. 25 listopada 1956 w Pieriediełkinie) – ukraiński reżyser, scenarzysta i producent filmowy, jeden z pionierów kina ukraińskiego, pisarz.

## Życiorys
W 1914 ukończył kolegium nauczycielskie w Głuchowie. W latach 1917–1919 studiował na Akademii Sztuk Pięknych w Kijowie. W latach 1921–1923 pracownik Komisariatu Spraw Zagranicznych Ukraińskiej SRR, pracował początkowo w misji repatriacyjnej w Polsce a następnie w wydziale konsularnym poselstwa USRR w Berlinie. Tam w 1922–1923 udoskonalał warsztat artystyczny, korzystając ze stypendium ludowego komisariatu oświaty USRR. W 1923 w związku z likwidacją odrębnej służby dyplomatycznej USRR odwołany na Ukrainę. W 1923–1926 pracował jako ilustrator w gazecie „Wisti WUCWK” („Вісті ВУЦВК”) w Charkowie. Tworzył poetyckie obrazy o tematyce rewolucyjnej, później także o wymowie propagandowej. Obok Siergieja Eisensteina i Wsiewołoda Pudowkina uważany za najwybitniejszego twórcę kina radzieckiego.
W swoich filmach poetycko-filozoficznych o podłożu ekspresjonistycznym nawiązywał do tradycji ludowej i kina poetyckiego m.in. w najbardziej znanym jego filmie Ziemia (Земля, 1930). Był autorem wielu innowacji warsztatowych, zwłaszcza w zakresie montażu.
Dowżenko zmuszony był do realizowania wielu filmów w poetyce socrealizmu, a jego dokument Wyzwolenie (Визволення) z lat 1939–1940, który dotyczył najazdu ZSRR na Polskę, okazał się banalnym plakatem patetyczno-propagandowym.
Zrealizował także filmy Wasia – reformator (Вася – реформатор, 1925), Jagódki miłości (Ягідки кохання, 1926), Teczka kuriera dyplomatycznego (Сумка дипкур'єра, 1927), Zwienigora (Звенигора, 1928), Arsenał (Арсенал, 1928), Iwan (Іван, 1932), Aerograd (Аероград, 1935), Szczors (Щорс, 1939). W okresie wojny Dowżenko zrealizował filmy Bitwa za naszą Radziecką Ukrainę (Битва за нашу Радянську Україну, 1943) і Zwycięstwo na prawobrzeżnej Ukrainie (Перемога на Правобережній Україні, 1945).
Dowżenko znany jest również jako pisarz i publicysta. Jest autorem opowiadań Maty (Матu), Pered bojem (Перед боєм), Wola do żyttia (Воля до життя). Ugruntował w literaturze ukraińskiej gatunek opowieści filmowej, tworząc takie utwory jak Poema pro more (Поема про море, 1950) i Zaczarowana Desna (Зачарована Десна, 1954-1955). Duże znaczenia dla zrozumienia twórczości Dowżenki ma niedawno opublikowany Dziennik (Щоденник), który zbiera notatki ułożone w chronologicznym porządku – czytane razem tworzą pamiętnik.
Został odznaczony m.in. Orderem Lenina. Dwukrotny laureat Nagrody Stalinowskiej (1941 i 1949) i pośmiertnie Nagrody Leninowskiej (1959).
Pochowany na Cmentarzu Nowodziewiczym w Moskwie.

## Filmografia

### Jako reżyser
- 1926 Jagódki miłości (Ягoдка любви)
- 1926 Wasia – reformator (Вася – реформатор)
- 1927 Teczka kuriera dyplomatycznego (Сумка дипкурьера)
- 1928 Zwenigora (Звенигора)
- 1928  Arsenał (Arsienał / Арсенал)
- 1930 Ziemia (Ziemlja / Зeмля)
- 1932 Iwan (Ивaн)
- 1935 Aerograd (Аэроград)
- 1939 Bukowina, ziemia ukraińska (Буковина, земля Украинская)
- 1939 Szczors (Щopc)
- 1940 Wyzwolenie (Oswobożdienije / Освобождение)
- 1943 Bitwa za naszą radziecką Ukrainę (Битва за нашу Советскую Украину)
- 1945 Soviet Earth / Cтpaнa poднaя
- 1945 Zwycięstwo na prawobrzeżnej Ukrainie (Победа на Правобережной Украине и изгнание немецких захватчиков за пределы украинских советских земель)
- 1948 Miczurin (Michurin / Мичурин)
- 1949 Farewell, America (Прощай, Америка!)
- 1959 Poemat o morzu (Поэма о море)